# Schlacht bei Moskau (1612)
Die Schlacht bei Moskau war eine entscheidende Schlacht während der Zeit der Wirren in Russland und des Polnisch-Russischen Krieges 1609–1618. Die sogenannte Zweite Landwehr unter der Führung von Kusma Minin und Dmitri Poscharski besiegte vor den Toren Moskaus ein polnisch-litauisches Entsatzheer unter der Führung von Jan Karol Chodkiewicz, das der belagerten polnisch-litauischen Garnison im Moskauer Kreml zu Hilfe kommen wollte. Der Ausgang der Schlacht und der Rückzug der Armee Chodkiewiczs führte zur Kapitulation der Garnison, zum Ende der zweijährigen polnisch-litauischen Besatzung der russischen Hauptstadt und zur Thronbesteigung der Romanow-Dynastie.

## Vorgeschichte

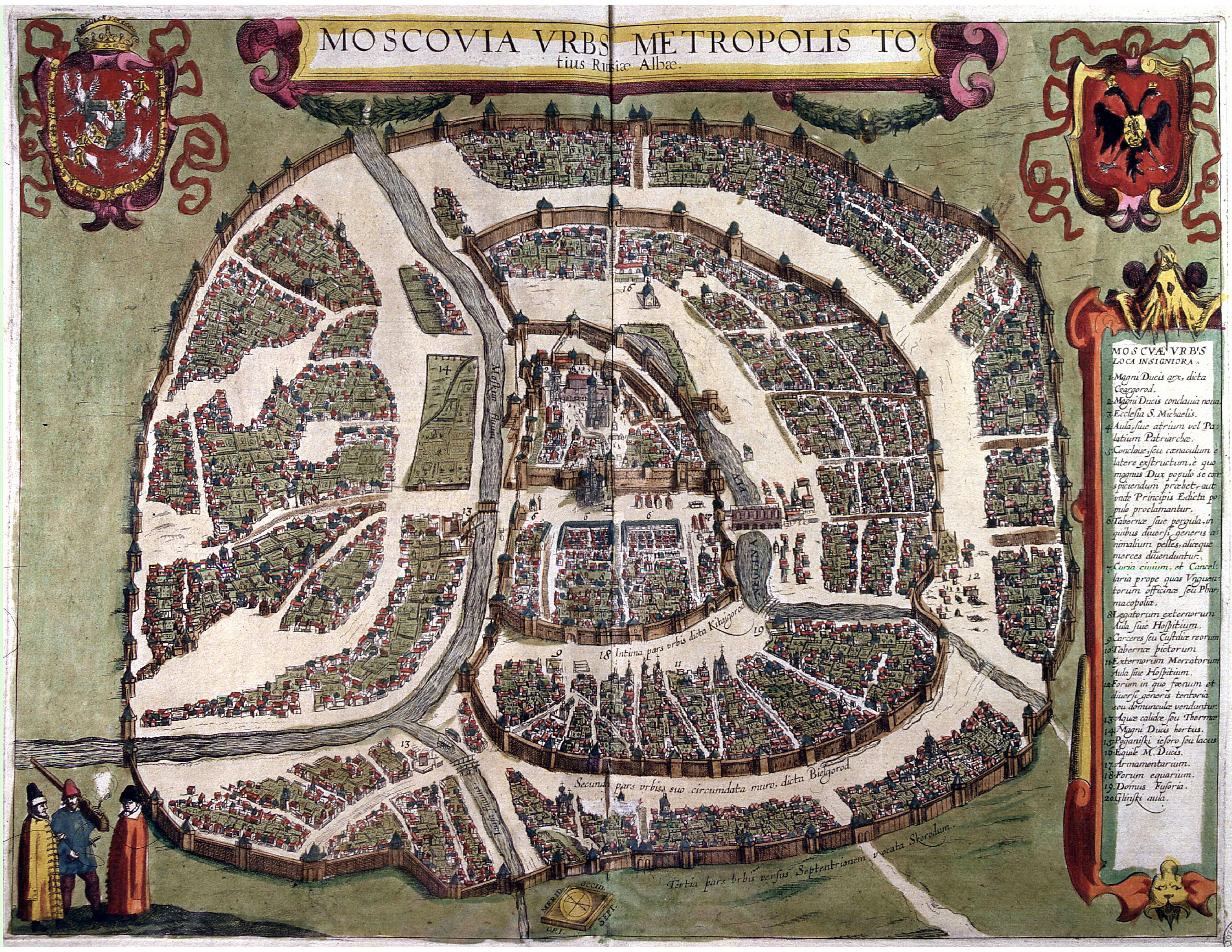
Moskau 1610

Nach der verlorenen Schlacht von Kluschino 1610 stürzten die Moskauer Bojaren den Zaren Wassili IV. Schuiski und vereinbarten die Thronbesteigung des polnischen Königssohnes Władysławs, der zur Orthodoxie konvertieren sollte. Die in Moskau eingerückte polnisch-litauische Seite hielt sich jedoch nicht an die Vereinbarung. König Sigismund III. Wasa wollte den Zarenthron selbst besteigen, vermutlich in der Absicht, das Land zu katholisieren. Übergriffe der polnisch-litauischen Soldaten gegen die lokale Bevölkerung sorgten für ein schnelles Kippen der Stimmung. Gegen die Besatzungsmacht entbrannte 1611 der Moskauer Aufstand, der vom Patriarchen Hermogen trotz seiner Haft im Kreml durch Aufrufe an verschiedene Städte unterstützt wurde, jedoch von den polnischen Truppen gewaltsam niedergeschlagen werden konnte. Es formierte sich die sogenannte Erste Landwehr, die das besetzte Moskau belagerte. Sie war jedoch in ihrer Haltung dem Dritten falschen Dmitri gegenüber und in der Frage der Verteilung des Landbesitzes bojarischer Kollaborateure gespalten und dadurch wenig schlagkräftig. Die Kosaken traten aus der Koalition aus. 1612 wurde in Nischni Nowgorod die Zweite Landwehr durch den Kaufmann Minin und den Fürsten Poscharski organisiert, die die heterogene Bewegung erfolgreich integrierten. Sie wurde unterstützt durch andere Städte wie Wladimir und Susdal. Als diese Truppe sich Moskau genähert hatte, traten ihr Teile der Ersten Landwehr – darunter auch abgeworbene Kosaken – bei. Insgesamt betrug ihre Zahl ca. 10.500 Mann. Die polnische Garnison, die ca. 3000 (später nur noch 1500) Mann stark war, zog sich aus Bely Gorod zurück und verschanzte sich im Moskauer Kreml und in Kitai-Gorod. Schnell begann sie, an Hunger zu leiden. Ein 12.000 Mann starkes polnisch-litauisches Heer unter der Führung von Chodkiewicz wurde entsandt, um die Garnison zu entsetzen.

## Verlauf
Chodkiewicz griff die russischen Truppen vom Westen und vom Süden an. Zunächst war er teilweise erfolgreich und konnte vor allem im Süden Teile der russischen Truppen zurückdrängen. Unter anderem wurde das befestigte Donskoi-Kloster besetzt. Gleichzeitig organisierte Mikołaj Struś, der Kommandant der Garnison im Kreml, einen Angriff. Das befestigte Lager Poscharskis wehrte die Angriffe Chodkiewiczs ab, der viel wertvolle Infanterie verlor. Die Russen konnten die Lage stabilisieren und führten einen Gegenangriff durch. Sie schnitten die Garnison von den Truppen Chodkiewiczs wieder ab und attackierten das Lager Chodkiewiczs mit Kavallerieverbänden und Infanterie. Während der erbitterten Schlacht wurden die polnisch-litauischen Truppen in die Flucht geschlagen.

## Folgen

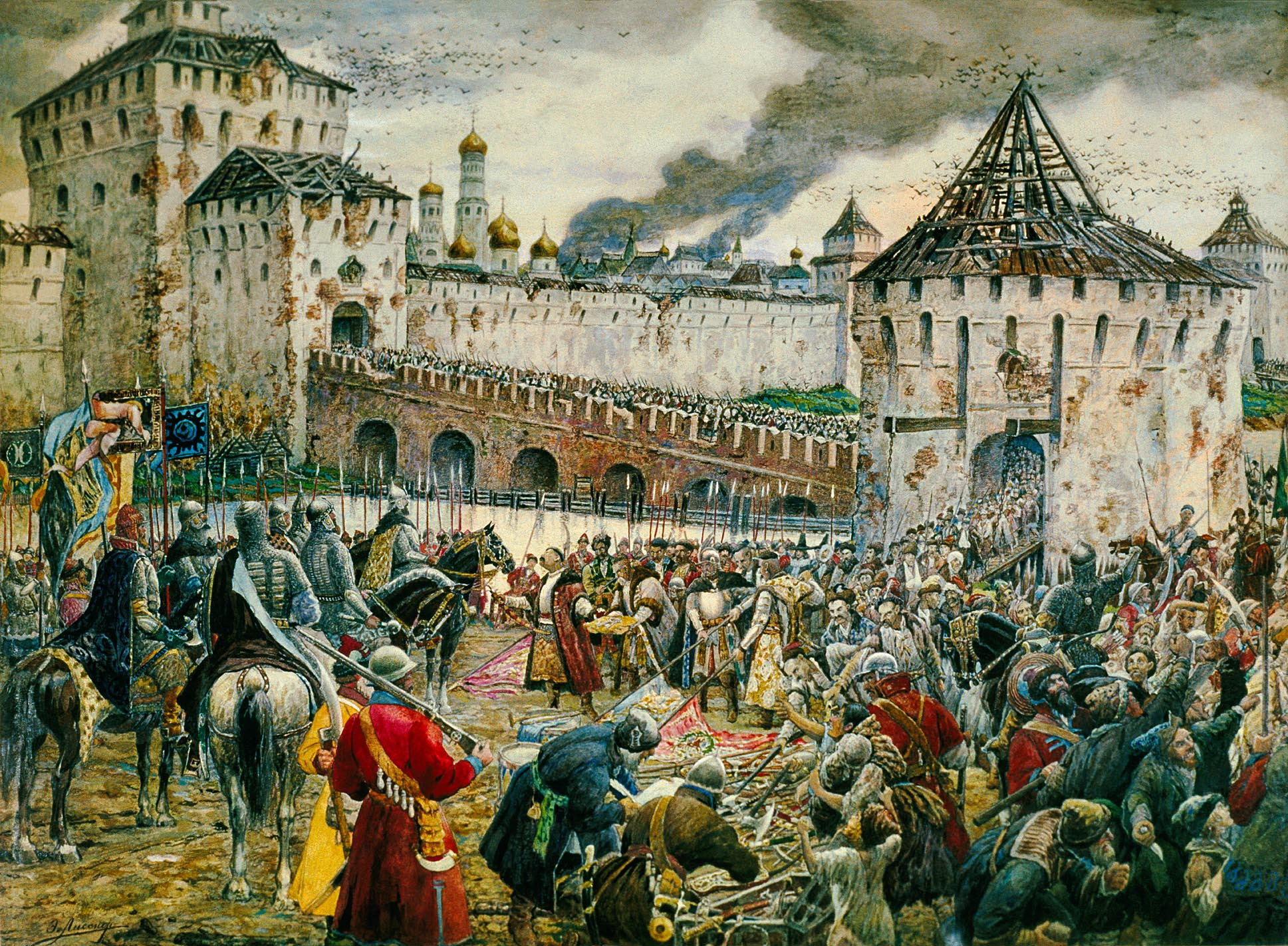
Kapitulation der Polen im Moskauer Kreml

Der Ausgang der Schlacht war vorentscheidend für die Kapitulation der Garnison unter Mikołaj Struś. Die Garnison harrte noch zwei Monate aus und litt stark an Hunger, unter anderem gab es Fälle von Kannibalismus. Anfang November wurde Kitai-Gorod von den Russen gestürmt. Ohne Hoffnung auf Hilfe von außen kapitulierten die Polen wenige Tage später (am 26. Oktober alter Zeitrechnung). Dies war das entscheidende Ereignis für das Ende der Smuta (Zeit der Wirren). Doch stellte sich sofort die Aufgabe, einen neuen Zaren zu legitimieren. Ausländische Kronprätendenten wurden rasch ausgeschlossen, mehrere Kandidaten aus russischen Fürstenfamilien diskutiert, von denen jedoch einige durch Kooperation mit den Feinden diskreditiert waren. Ein Kompromiss zwischen mehreren Familien und auch mit den Kosaken ebnete den Weg für die anschließende Wahl des neuen Zaren Michael I. Romanow im Januar 1613. 
An die Ereignisse im Zusammenhang mit der Zweiten Landwehr und der Befreiung Moskaus erinnert heute der russische Nationalfeiertag, der Tag der Einheit des Volkes.